# Тайваньская панорама
«Тайваньская панорама» — журнал общего содержания на русском языке, публикуемый раз в два месяца (в 1-й день каждого чётного месяца) Правительственным информационным бюро (ПИБ) Китайской Республики (Тайвань) от имени издательской компании «Гуанхуа» (Kwang Hwa Publishing Co.), с 2014 г. находящейся в ведении Министерства иностранных дел Тайваня. Цель издания — информировать русскоязычных читателей во всём мире о различных аспектах жизни современного тайваньского общества. Начиная с ноября 2014 г. журнал преобразован в электронное издание, фактически ставшее электронным СМИ.  

## История
Журнал «Тайваньская панорама» издавался с мая 1994 г. по октябрь 2014 г. До марта 2000 г. выходил под названием «Свободный Китай», затем до конца 2002 г. — под названием «Тайбэйская панорама». С января 2003 г. по октябрь 2014 г. выходил под названием «Тайваньская панорама», лучше отражающим новую реальность. В России и других государствах СНГ журнал распространялся Информационным отделом Представительства в Москве Тайбэйско-Московской координационной комиссии по экономическому и культурному сотрудничеству бесплатно посредством рассылки. На Тайване и в других странах печатная версия журнала распространялась по подписке за умеренную плату. Архив журнала доступен в Интернете в электронной версии.

## Содержание
На протяжении 20 лет журнал «Тайваньская панорама» знакомил интересующихся Тайванем русскоязычных читателей с тенденциями политического, экономического и социального развития острова, его достижениями и проблемами, освещал вопросы развития его самобытной культуры, отношений Тайваня с внешним миром, включая непростые взаимоотношения двух сторон Тайваньского пролива и неуклонно расширяющиеся многоплановые связи между Тайванем и Россией, а также с важнейшими событиями, происходящими в Китайской Республике. 65-страничный журнал и его онлайновая версия — надёжный источник информации о происходящем на Тайване и жизни острова, впервые во всём китаеязычном мире построившего общество подлинной демократии и являющегося одной из самых динамичных экономик Восточной Азии.

## Издания на других языках
«Тайваньская панорама» входит в группу ассоциированных периодических изданий, публикуемых ПИБ, а позднее Министерством иностранных дел. Помимо русского издания, выходят в свет ежемесячный журнал на английском языке «Taiwan Review» (основан в апреле 1951 г.), публикуемые с той же периодичностью, что и «Тайваньская панорама», журнал на испанском языке «Taiwan Hoy» (основан в сентябре 1982 г.) и журнал на немецком языке «Taiwan heute» (основан в сентябре 1988 г.), а также ежемесячный (с апреля 2002 г.) журнал на французском языке «Taiwan aujourd’hui» (основан в январе 1984 г.; до 2002 г. также выходил раз в два месяца). Перечисленные журналы — единственные на Тайване периодические издания общего содержания на иностранных языках, финансируемые центральным правительством страны.